# Josephiella microcarpae
Josephiella microcarpae är en stekelart som beskrevs av John Wyman Beardsley och Jean-Yves Rasplus 2001. 
Josephiella microcarpae ingår i släktet Josephiella och familjen fikonsteklar. Inga underarter finns listade i Catalogue of Life.